# Fußball-Europameisterschaft der Frauen 2001/Gruppe B
| Pl. | Land       | Sp. | S | U | N | Tore    | Diff. | Punkte |
| --- | ---------- | --- | - | - | - | ------- | ----- | ------ |
| 1.  | Dänemark   | 3   | 2 | 0 | 1 | 006:500 | +1    | 06     |
| 2.  | Norwegen   | 3   | 1 | 1 | 1 | 004:200 | +2    | 04     |
| 3.  | Italien    | 3   | 1 | 1 | 1 | 003:400 | −1    | 04     |
| 4.  | Frankreich | 3   | 1 | 0 | 2 | 005:700 | −2    | 03     |

Resultate der Gruppe B bei der Fußball-Europameisterschaft der Frauen 2001:

## Italien – Dänemark 2:1 (1:0)
| Italien                                     | Italien | Dänemark | Dänemark |
| ------------------------------------------- | --- | --- | -------- |
| Italien                                     | \| 1. Spieltag \| \| 25. Juni 2001 in Aalen (Waldstadion) \| \| Zuschauer: 3.193 \| \| Schiedsrichterin: Nicole Petignat (Schweiz) \| | \| 1. Spieltag \| \| 25. Juni 2001 in Aalen (Waldstadion) \| \| Zuschauer: 3.193 \| \| Schiedsrichterin: Nicole Petignat (Schweiz) \| | Dänemark |
| Italien                                     | Giorgia Brenzan – Gioia Masia (66. Anna Duo), Manuela Tesse, Adele Frollani, Daniela Tavalazzi – Federica D’Astolfo, Marina Pellizzer, Tatiana Zorri (82. Piera-Cassandra Maglio), Damiana Deiana – Patrizia Panico, Rita Guarino Cheftrainerin: Carolina Morace | Heidi Johansen – Ulla Knudsen (33. Julie Andersson), Katrine Pedersen, Lene Terp , Gitte Andersen, Christina Petersen, Christina Bonde, Catherine Paaske Sørensen (66. Julie Rydahl Bukh), Lene Jensen (84. Mette Jokumsen), Merete Pedersen, Gitte Krogh Cheftrainer: Poul Højmose | Dänemark |
| Italien                                     | 1:0 Patrizia Panico (12.) 2:0 Patrizia Panico (72.) | 2:1 Julie Rydahl Bukh (74.) | Dänemark |
| Italien                                     | Gioia Masia | Ulla Knudsen, Julie Hauge Andersson | Dänemark |
| 1. Spieltag                                 | | |          |
| 25. Juni 2001 in Aalen (Waldstadion)        | | |          |
| Zuschauer: 3.193                            | | |          |
| Schiedsrichterin: Nicole Petignat (Schweiz) | | |          |

## Norwegen – Frankreich 3:0 (3:0)
| Norwegen                               | Norwegen | Frankreich | Frankreich |
| -------------------------------------- | --- | --- | ---------- |
| Norwegen                               | \| 1. Spieltag \| \| 25. Juni 2001 in Ulm (Donaustadion) \| \| Zuschauer: 3.100 \| \| Schiedsrichterin: Wendy Toms (England) \| | \| 1. Spieltag \| \| 25. Juni 2001 in Ulm (Donaustadion) \| \| Zuschauer: 3.100 \| \| Schiedsrichterin: Wendy Toms (England) \| | Frankreich |
| Norwegen                               | Bente Nordby – Brit Sandaune, Gøril Kringen (66. Anne Bugge-Paulsen), Bente Kvitland, Anne Tønnessen – Hege Riise, Monica Knudsen (75. Unni Lehn), Solveig Gulbrandsen – Ragnhild Gulbrandsen, Linda Ørmen (86. Anita Rapp), Dagny Mellgren Cheftrainer: Åge Steen | Corinne Lagache – Emmanuelle Sykora, Corinne Diacre , Aline Riera Ubiergo, Sonia Bompastor – Stéphanie Mugneret-Béghé, Sandrine Soubeyrand, Françoise Jézéquel (79. Gaëlle Blouin) – Anne Zenoni (46. Hoda Lattaf), Marinette Pichon, Angélique Roujas (88. Candie Herbert) Cheftrainerin: Élisabeth Loisel | Frankreich |
| Norwegen                               | 1:0 Monica Knudsen (14.) 2:0 Emmanuelle Sykora (18., Eigentor) 3:0 Dagny Mellgren (40.) | | Frankreich |
| Norwegen                               | Bente Kvitland, Gøril Kringen, Monica Knudsen | Angélique Roujas | Frankreich |
| 1. Spieltag                            | | |            |
| 25. Juni 2001 in Ulm (Donaustadion)    | | |            |
| Zuschauer: 3.100                       | | |            |
| Schiedsrichterin: Wendy Toms (England) | | |            |

## Frankreich – Dänemark 3:4 (2:2)
| Frankreich                                              | Frankreich | Dänemark | Dänemark |
| ------------------------------------------------------- | --- | --- | -------- |
| Frankreich                                              | \| 2. Spieltag \| \| 28. Juni 2001 in Reutlingen (Stadion an der Kreuzeiche) \| \| Zuschauer: 5.400 \| \| Schiedsrichterin: Eva Ödlund (Schweden) \| | \| 2. Spieltag \| \| 28. Juni 2001 in Reutlingen (Stadion an der Kreuzeiche) \| \| Zuschauer: 5.400 \| \| Schiedsrichterin: Eva Ödlund (Schweden) \| | Dänemark |
| Frankreich                                              | Corinne Lagache – Emmanuelle Sykora, Corinne Diacre , Aline Riera Ubiergo, Sonia Bompastor – Sandrine Soubeyrand, Stéphanie Mugneret-Béghé (78. Élodie Woock), Gaëlle Blouin – Marinette Pichon (90. Marie Kubiak), Angélique Roujas (78. Candie Herbert), Hoda Lattaf Cheftrainerin: Élisabeth Loisel | Heidi Johansen – Katrine Pedersen, Lene Terp , Gitte Andersen, Julie Andersson – Catherine Paaske Sørensen (89. Mette Jokumsen), Lene Jensen (52. Nadia Kjældgaard), Christina Petersen, Christina Bonde – Merete Pedersen, Gitte Krogh Cheftrainer: Poul Højmose | Dänemark |
| Frankreich                                              | 1:2 Marinette Pichon (21.) 2:2 Stéphanie Mugneret-Béghé (27.) 3:3 Gaëlle Blouin (83.) | 0:1 Gitte Krogh (15., Foulelfmeter) 0:2 Christina Bonde (18.) 2:3 Julie Hauge Andersson (71.) 3:4 Gitte Krogh (90.) | Dänemark |
| Frankreich                                              | Corinne Diacre (Schiedsrichterbeleidigung) | | Dänemark |
| 2. Spieltag                                             | | |          |
| 28. Juni 2001 in Reutlingen (Stadion an der Kreuzeiche) | | |          |
| Zuschauer: 5.400                                        | | |          |
| Schiedsrichterin: Eva Ödlund (Schweden)                 | | |          |

## Norwegen – Italien 1:1 (1:1)
| Norwegen                                                | Norwegen | Italien | Italien |
| ------------------------------------------------------- | --- | --- | ------- |
| Norwegen                                                | \| 2. Spieltag \| \| 28. Juni 2001 in Reutlingen (Stadion an der Kreuzeiche) \| \| Zuschauer: 6.500 \| \| Schiedsrichterin: Elke Frielenbach (Deutschland) \|                                                                                    | \| 2. Spieltag \| \| 28. Juni 2001 in Reutlingen (Stadion an der Kreuzeiche) \| \| Zuschauer: 6.500 \| \| Schiedsrichterin: Elke Frielenbach (Deutschland) \| | Italien |
| Norwegen                                                | Bente Nordby – Brit Sandaune, Gøril Kringen , Anne Tønnessen, Bente Kvitland – Hege Riise, Solveig Gulbrandsen, Monica Knudsen (69. Unni Lehn) – Ragnhild Gulbrandsen, Dagny Mellgren, Linda Ørmen (46. Margunn Haugenes) Cheftrainer: Åge Steen | Giorgia Brenzan – Daniela Tavalazzi, Gioia Masia, Manuela Tesse – Adele Frollani, Damiana Deiana, Marina Pellizzer (46. Piera-Cassandra Maglio), Tatiana Zorri (82. Samantha Ceroni), Federica D’Astolfo – Patrizia Panico, Rita Guarino (66. Silvia Tagliacarne) Cheftrainerin: Carolina Morace | Italien |
| Norwegen                                                | 1:1 Dagny Mellgren (16.) | 0:1 Rita Guarino (13.) | Italien |
| Norwegen                                                | Anne Tønnessen, Gøril Kringen | | Italien |
| 2. Spieltag                                             | | |         |
| 28. Juni 2001 in Reutlingen (Stadion an der Kreuzeiche) | | |         |
| Zuschauer: 6.500                                        | | |         |
| Schiedsrichterin: Elke Frielenbach (Deutschland)        | | |         |

## Dänemark – Norwegen 1:0 (0:0)
| Dänemark                                    | Dänemark | Norwegen | Norwegen |
| ------------------------------------------- | --- | --- | -------- |
| Dänemark                                    | \| 3. Spieltag \| \| 1. Juli 2001 in Aalen (Waldstadion) \| \| Zuschauer: 3.000 \| \| Schiedsrichterin: Claudine Brohet (Belgien) \| | \| 3. Spieltag \| \| 1. Juli 2001 in Aalen (Waldstadion) \| \| Zuschauer: 3.000 \| \| Schiedsrichterin: Claudine Brohet (Belgien) \| | Norwegen |
| Dänemark                                    | Heidi Johansen – Julie Andersson, Lene Terp , Katrine Pedersen, Gitte Andersen – Christina Petersen, Catherine Paaske Sørensen (78. Lise Søndergaard), Christina Bonde (87. Anja Møller), Nadia Kjældgaard (58. Lene Jensen) – Merete Pedersen, Gitte Krogh Cheftrainer: Poul Højmose | Bente Nordby – Bente Kvitland, Anne Tønnessen, Anne Bugge-Paulsen, Brit Sandaune – Dagny Mellgren, Solveig Gulbrandsen (90. Christine Bøe Jensen), Hege Riise , Monica Knudsen (43. Unni Lehn), Anita Rapp – Ragnhild Gulbrandsen Cheftrainer: Åge Steen | Norwegen |
| Dänemark                                    | 1:0 Merete Pedersen (84.) | | Norwegen |
| 3. Spieltag                                 | | |          |
| 1. Juli 2001 in Aalen (Waldstadion)         | | |          |
| Zuschauer: 3.000                            | | |          |
| Schiedsrichterin: Claudine Brohet (Belgien) | | |          |

## Frankreich – Italien 2:0 (1:0)
| Frankreich                                       | Frankreich | Italien | Italien |
| ------------------------------------------------ | --- | --- | ------- |
| Frankreich                                       | \| 3. Spieltag \| \| 1. Juli 2001 in Ulm (Donaustadion) \| \| Zuschauer: 820 \| \| Schiedsrichterin: Elke Frielenbach (Deutschland) \| | \| 3. Spieltag \| \| 1. Juli 2001 in Ulm (Donaustadion) \| \| Zuschauer: 820 \| \| Schiedsrichterin: Elke Frielenbach (Deutschland) \| | Italien |
| Frankreich                                       | Corinne Lagache – Emmanuelle Sykora, Gaëlle Blouin , Aline Riera Ubiergo, Sonia Bompastor – Séverine Lecouflé, Élodie Woock, Sandrine Soubeyrand, Françoise Jézéquel (77. Candie Herbert) – Marinette Pichon (85. Hoda Lattaf), Stéphanie Mugneret-Béghé (90. Anne Zenoni) Cheftrainerin: Élisabeth Loisel | Giorgia Brenzan – Monica Caprini (39. Marina Pellizzer), Gioia Masia, Manuela Tesse (90. Samantha Ceroni), Daniela Tavalazzi (46. Anna Duo) – Adele Frollani, Daniela Deiana, Federica D’Astolfo, Silvia Tagliacarne – Patrizia Panico, Tatiana Zorri Cheftrainerin: Carolina Morace | Italien |
| Frankreich                                       | 1:0 Marinette Pichon (37.) 2:0 Françoise Jézéquel (74., Foulelfmeter) | | Italien |
| Frankreich                                       | Stéphanie Mugneret-Béghé | Manuela Tesse | Italien |
| Frankreich                                       | Patrizia Panico (90., Tätlichkeit) | | Italien |
| 3. Spieltag                                      | | |         |
| 1. Juli 2001 in Ulm (Donaustadion)               | | |         |
| Zuschauer: 820                                   | | |         |
| Schiedsrichterin: Elke Frielenbach (Deutschland) | | |         |